# Фурсей, Николай Андреевич
Николай Андреевич Фурсе́й (10 июля 1897, Глухов — 12 сентября 1942, Архангельская область) — советский график-силуэтист, живописец, иллюстратор книг, музыкант. Репрессирован в 1941 году, реабилитирован в 1958 году. Отец советского учёного-физика Георгия Николаевича Фурсея.

## Биография
Родился в 1897 году в Глухове Черниговской губернии. Его отец, Андрей Иванович, был главным управляющим хозяйством Крестовоздвиженского Трудового Братства, основанного философом-богословом и социальным практиком Н. Н. Неплюевым. Мать, Анастасия Ивановна, учительница Преображенской школы Братства. Крестный отец — Николай Неплюев.
В 1916—1919 годы учился в Киевском коммерческом институте на промышленном отделении. В 1919 году был мобилизован и служил квартирмейстером в армии Деникина. Заболел возвратным тифом и вместе с эшелоном раненых был эвакуирован в Египет, в Каир. В 1920 году перешел на сторону Красной Армии и служил в ней до июня 1922 года.
Переехал в Москву, где начал сотрудничать в художественных журналах. В июне 1927 года был арестован как бывший белый офицер, и провёл три года в лагере на Соловках, где был редактором газеты «Соловецкая жизнь» и в качестве художника участвовал в издании ежемесячного журнала УСЛОН ОГПУ «Соловецкие острова». В Кеми Фурсей встретил свою будущую жену – филолога и историка Веру Петровну Герман (1902–1942), старшую дочь известного российского педагога Петра Андреевича Германа.
После освобождения в 1931 году Николая и Веру отправили в административную ссылку в Архангельск, где они повенчались в Архангельском соборе. В 1933 году у них родился сын Георгий, а в 1937 году дочь Марина. Чтобы содержать семью, Фурсей работал в Северном геолого-разведочном тресте старшим экономистом, а вечерами играл партию первой скрипки в театральном оркестре и создавал силуэты: вырезанные из чёрной бумаги ножницами без помощи рисования и затем наклеенные на белую бумагу. Эти аппликации пользовались большой популярностью, ряд из них был опубликован в литературно-художественном журнале «Звезда Севера» и других изданиях. В 1935—1936 годы Фурсей работал директором радиотеатра.
В 1936 году в Северном краевом издательстве была опубликована книга Михаила Пришвина «Колобок», написанная им после путешествия на Соловки. Иллюстрации к ней были выполнены Николаем Фурсеем в технике пейзажного силуэта, двухцветной аппликации ножницами.
В 1936 году Фурсей принял участие в Первой краевой художественной выставке «Союза северных художников», где он впервые выставил на широкое обозрение свои работы. Картины, выполненные им в жанре художественной графики (силуэты – ножницами), получили высокое признание и были отмечены специальными премиями. 
В его творчестве нашлось место портретному и пейзажному жанрам, но он также был и талантливым иллюстратором. Большинство работ Николая Фурсея — небольшие по размерам произведения в технике аппликации на самые разные темы. Их отличает высокое мастерство моделирования форм, тонкость проработки деталей и хорошее знание традиций искусства силуэта.
Работая профессиональным художником «Госиздата», он изучает традиции и обычаи северных народов, коми и ненцев, их художественный промысел. Фурсей пишет пейзажи, силуэтные портреты, иллюстрации к сказкам; создает большую серию разносюжетных произведений: 138 иллюстраций к книге «Фольклор народа Коми. Том 1. Предания и сказки», 58 рисунков к книге «Ненецкие сказки», декоративно оформляет, воссоздает орнаменты местного края для сборника «Песни Лешуконья».
С 1939 по 1941 год Фурсей являлся председателем правления Архангельского товарищества «Художник». 
28 февраля 1941 года по доносу Фурсей снова был арестован и приговорен к 10 годам лагерей за критические высказывания по поводу союза СССР с гитлеровской Германией. Его отправили на лесоповал в Архангельскую область (Концегорское отделение КУЛОЙЛАГа). В июле 1942 года военный трибунал НКВД изменил меру наказания и приговорил его к расстрелу.
Причина – он осмелился называть гениями композиторов: Баха, Бетховена и Моцарта. 12 сентября 1942 года приговор был приведён в исполнение, предположительно в Лявле под Архангельском (Лявлинские захоронения).
Вера Герман умерла в начале 1942 года от эпидемии тифа. Судьбой их детей занималась семья Шут, знакомая Фурсею ещё по братству: сына Георгия смогли устроить в военную техническую академию, а дочь Марина была удочерена и увезена в Тбилиси.
16 июля 1958 года Николая Фурсея реабилитировали.

## Наследие
Творческое наследие художника, несмотря на малочисленность дошедших до нас произведений, отличается разнообразием. Большая часть работ хранится в Государственном музейном объединении «Художественная культура Русского Севера».
В 2000-е годы в Музейном объединении «Художественная культура Русского Севера» и Музее Анны Ахматовой в Фонтанном Доме проводились персональные выставки Николая Фурсея.

## Семья
- Сын Георгий Николаевич Фурсей (1933—2021) — советский учёный-физик, доктор физико-математических наук.
  - Внучка — Анастасия Курёхина, жена артиста Сергея Курёхина[17].
  - Внучка — Дарья Фурсей, художница[18].
- Дочь Марина (род. 1937).

## Печатные работы
- «Евгений Онегин». Гастроли Ленинградской оперной студии // Северный комсомолец. 1938. 16 августа.